# المقاریب
ال-مقاریب یک منطقهٔ مسکونی در یمن است که در استان صنعا واقع شده است.